# اردوگاه کار اجباری یانوفسکا
اردوگاه کار اجباری یانوفسکا یک اردوگاه کار اجباری نازی بود که عناصر اردوگاه‌های کاری ، انتقالی و مرگ را با هم ترکیب کرده بود. این اردوگاه در سپتامبر ۱۹۴۱ در حومه Lwów در لهستان شرقی / اوکراین غربی (امروزه: لووف، اوکراین) تأسیس شد. نام این اردوگاه از نام خیابانی در آن حوالی با عنوان Janowska در لووف، جمهوری دوم لهستان، گرفته شد.
اردوگاه در نوامبر ۱۹۴۳ برچیده شد، و شواهد مربوط به کشتار در طی برنامه دستور ویژه ۱۰۰۵ نازی‌های به‌طور گسترده پاکسازی شدند. برآوردها مجموع زندانیانی را که از اردوگاه یانوفسکا گذر کرده‌اند میان ۱۰۰٬۰۰۰ تا ۱۲۰٬۰۰۰ تن، عمدتاً یهودیان لهستانی و شوروی، تخمین زده‌اند. تعداد قربانیان کشته‌شده در اردوگاه ۳۵٬۰۰۰ تا ۴۰٬۰۰۰ تن تخمین زده می‌شود.

## پیشینه
لووف (Lviv) درست پیش از جنگ جهانی دوم شهری چند فرهنگی بود و ۳۱۲٬۲۳۱ تن جمعیت داشت. ۱۵۷٬۴۹۰ لهستانی‌تبار شهر کمی بیش از ۵۰ درصد جمعیت را تشکیل می‌دهند، و یهودیان با ۳۲ درصد (۹۹٬۵۹۵) و اوکراینی‌ها با ۱۶ درصد (۴۹٬۷۴۷) در رتبه‌های بعدی بودند. در ۲۸ سپتامبر ۱۹۳۹، پس از حمله مشترک شوروی و آلمان، اتحاد جماهیر شوروی سوسیالیستی و آلمان نازی اقدام به امضای پیمان مرزی آلمان و شوروی کردند که حدود ۲۰۰٬۰۰۰ کیلومتر مربع از سرزمین لهستان را که در آن ۱۳٫۵ میلیون تن از هر ملیتی ساکن بودند، به شوروی اختصاص می‌داد. لووف سپس به عنوان بخشی از جمهوری شوروی سوسیالیستی اوکراین به اتحاد جماهیر شوروی پیوست.
در هنگام حمله آلمان به اتحاد جماهیر شوروی در ژوئن ۱۹۴۱، حدود ۱۶۰٬۰۰۰ یهودی در این شهر زندگی می‌کردند ؛ تعداد آنها به دلیل ورود پناهجویان یهودی از لهستان تحت اشغال آلمان در اواخر سال ۱۹۳۹ ده‌ها هزار تن افزایش یافته بود. آلمان در ۳۰ ژوئن ۱۹۴۱ توسط ورماخت اشغال شد و یهودیان تحت فشار قرار گرفتند تا اجساد قربانیان کشتار زندانیان توسط NKVD را از میان ببرند؛ و به همین دلیل در تبلیغات نازی‌ها و ملی‌گرایان اوکراینی یهودیان در این کشتار مقصر دانسته شدند. در کشتارهای ژوئیه و نیز کشتارها توسط آینزاتس‌گروپن، هزاران یهودی به قتل رسیدند.

## کار اجباری
مقام‌های آلمانی چندین مرکز نگهداری یهودیان در نزدیکی لووف برپا کردند. علاوه بر گتو لووف، در سپتامبر ۱۹۴۱ این مقام‌ها کارخانه ساخت تسلیحات Deutsche Ausrüstungswerke را در خیابان یانوفسکا در حومه شمال غربی لووف راه اندازی کردند. این کارخانه به بخشی از شبکه کارخانه‌های متعلق و تحت مدیریت اس‌اس تبدیل شد. فرمانده اردوگاه اس‌اس-هاوپت‌اشتورمفورر فریتس گباور بود. یهودیانی که در این کارخانه کار می‌کردند به عنوان کارگران اجباری مورد بهره‌کشی قرار می‌گرفتند و عمدتاً در نجاری و فلزکاری کار می‌کردند.
در اکتبر ۱۹۴۱، نازی‌ها یک اردوگاه کار اجباری در کنار کارخانه تأسیس کردند، که کارگران اجباری را به همراه سایر زندانیان در خود جای می‌داد. هزاران یهودی از گتو لووف مجبور به عنوان کارگر-برده در این مجموعه به کار گرفته شدند. هنگامی که گتوی لووف توسط نازی‌ها برچیده شد، آن ساکنانی که برای کار مناسب تشخیص داده شده بودند به اردوگاه یانوفسکا فرستاده شدند. بقیه برای پاکسازی به بلزک تبعید شدند. اردوگاه کار اجباری توسط گردان زوندردینست از نیروهای هیوی آموزش داده شده توسط اس‌اس، موسوم به مردان تراونیکی، محافظت می‌شد.
در هنگام تبعید دسته‌جمعی یهودیان لهستان به مراکز کشتار در سال ۱۹۴۲ از سراسر جنوب شرقی لهستان اشغالی (اوکراین غربی امروزین)، یانوفسکا علاوه بر اینکه یک اردوگاه اجباری برای یهودیان بود، اردوگاهی انتقالی نیز به‌شمار می‌رفت بود. یهودیان در یانوفسکا مانند آنچه در اردوگاه‌های مرگ آشویتس-برکناو و مایدانک انجام می‌شد، مراحل «گزینش» را طی می‌کردند. کسانی که توانایی کار داشتند در یانوفسکا می‌ماندند. بیشتر کسانی که برای کار مناسب تشخیص داده نشده بودند، به بلزک تبعید و کشته شدند، یا در دره پیاسکی واقع در شمال اردوگاه تیرباران شدند.
نازی‌ها گاه به گروه‌های اندکی از یهودیان اجازه می‌دادند تا برای مرخصی‌های یک‌روزه به شهر بروند. آن یهودیان از این آزادی موقت برای بیرون آوردن تورات‌هایی که پیشتر در زیر خاک در گورستان یهودیان لووف پنهان شده بودند، بهره می‌گرفتند. آنها تورات‌ها را به قطعاتی که می‌شد زیر لباس پنهان کرد، می‌بریدند و به درون اردوگاه قاچاق می‌کردند. پس از جنگ، بازماندگان بخش‌های مختلف آن تورات‌ها را در یک طومار، موسوم به تورات یانوف، گرد هم آوردند. این طومار امروزه در کالیفرنیا قرار دارد.

## برچیدن

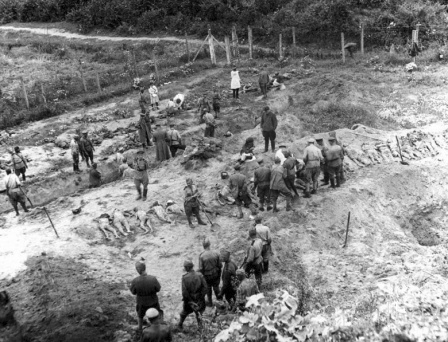
کمیسیون ویژه دولتی شووری در محل گورهای دسته‌جمعی چسبیده به اردوگاه، ۱۹۴۴.

پیش از پیشروی شوروی به درون خاک لهستان در حوالی پایان جنگ، در نوامبر ۱۹۴۳ فرمانده جدید اردوگاه اس‌اس-هاوپت‌اشتورمفورر فریدریش وارزوک مسئول تخلیه زندانیان یانوفسکا به پرزمیسی شد. آلمانی‌ها تلاش کردند آثار کشتار را در طی عملیات دستور ویژه ۱۰۰۵ از میان ببرند. زندانیان ناچار شدند گورهای دسته‌جمعی موجود در جنگل لزینیکی را دوباره بکنند و اجساد بیرون‌آورده را بسوزانند. در ۱۹ نوامبر ۱۹۴۳، زندانیان زوندرکوماندو علیه نازی‌ها شورش و اقدام به فرار دسته‌جمعی کردند. تعدادی موفق شدند، اما بیشتر آنها دوباره دستگیر و کشته شدند. در زمان برچیده شدن اردوگاه، نیروهای اس‌اس و نیروهای کمکی محلی آنها کمینه ۶٬۰۰۰ یهودی را که از کشتارهای متعاقب خیزش در یانوفسکا زنده مانده بودند و همچنین یهودیان در سایر اردوگاه‌های کار اجباری در گالیسیا را به قتل رساندند.
کمیسیون ویژه دولتی شوروی توانست معین کند که بیش از ۲۰۰٬۰۰۰ تن در جریان تاریخچه عملیات اردوگاه، در یانوفسکا کشته شدند. خاکستر مخلوط با استخوان‌های خرد شده در عمق چند متری زمین در مکان‌های مختلف به خاک سپرده شد. لئون ولیسکر ولز به کمیسیون گفت که میان ۶ ژوئن و ۲۰ نوامبر ۱۹۴۳، «تیم وی بیش از ۳۱۰٬۰۰۰ جسد را سوزاند»؛ از جمله ۱۷۰٬۰۰۰ جسد در مجاورت اردوگاه و ۱۴۰٬۰۰۰ یا بیشتر در منطقه لیسینیخی در شرق لووف. ولیسکر ادعای «چند صد هزار کشته» را در دادگاه آدولف آیشمن در سال ۱۹۶۱ تکرار کرد. ولیسکر همچنین در خاطرات خود به نام تیپ مرگ (جاده یانوفسکا) (۱۹۷۸) کار خود را به عنوان بخشی از دستور ویژه ۱۰۰۵ توصیف کرد.
از امکانات باقیمانده در یانوفسکا پس از آزادی آن توسط شوروی به عنوان اردوگاه زندانیان استفاده شد.

## تانگوی مرگ

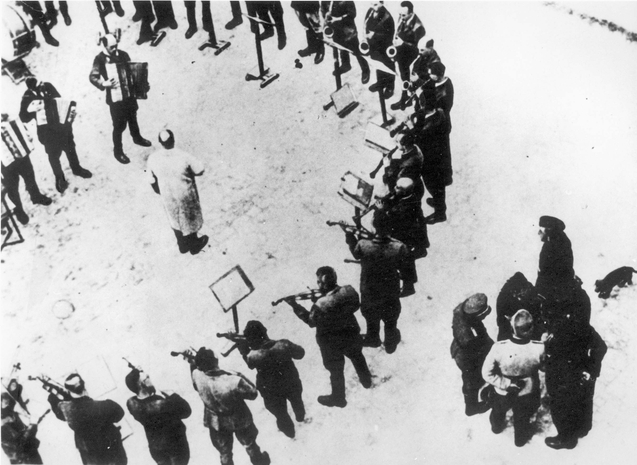
تانگوی مرگ

در اردوگاه یانوفسکا، نازی‌ها اقدام به شکنجه و اعدام توسط موسیقی کردند. اعضای ارکستر که زندانی بودند، همیشه ملزم به اجرای تنها یک آهنگ، موسوم به «تانگوی مرگ»، بودند. استاد اپرای ملی لووف، اشتریکس، رهبر ارکستر یاکوب موند (Mund) و دیگر نوازندگان مشهور یهودی از جمله اعضای این گروه بودند.
در طی هر اعدام، نازی‌ها به ارکستر دستور می‌دادند که تانگو بنوازند، و در طی شکنجه‌ها، نوازندگان ناچار به اجرای فاکس‌ترات بودند. بعضی از شب‌ها نوازندگان ارکستر را وادار می‌کردند تا ساعت‌ها زیر پنجره اتاق فرمانده اردوگاه به اجرای موسیقی بپردازند.
در آستانه آزادی لووف، نازی‌های آلمانی به ۴۰ نوازنده ارکستر دستور تشکیل یک حلقه دادند. نگهبانان امنیتی در اطراف نوازندگان قرار گرفتند و به آنها دستور داده شد تا با اجرا بپردازند. ابتدا رهبر ارکستر، موند، اعدام شد. سپس فرمانده به نوازندگان دستور داد تا یکی یکی به مرکز دایره بیایند، ساز خود را بر روی زمین بگذارند و برهنه شوند، پس از آن با اصابت گلوله به سرشان کشته شدند.
عکسی از نوازندگان ارکستر یکی از اسناد جرم در دادگاه نورنبرگ شد.
داستان یاکوب موند در کتابی به نام تانگوی مرگ شرح داده شده‌است.